# La lunga strada della vendetta (film)
La lunga strada della vendetta (Der Letzte Ritt nach Santa Cruz) è un film del 1964 diretto da Rolf Olsen.

## Trama
L'ex sceriffo Rex Kelly è sulle tracce della banda di Pedro Ortiz, dopo che sua moglie è stata rapita.